# Giuseppe Boano
Giuseppe Boano, né le 20 novembre 1872 à Turin, et mort dans la même ville le 1er mai 1938, est un peintre, graveur, affichiste et illustrateur italien.

## Biographie
Connu comme affichiste rattaché au Stile Liberty à partir de 1898, Giuseppe Boano signe ses productions « G. Boano » et travaille à cette époque essentiellement entre Turin et Paris.
Son affiche, Teatro Regio Torino a été reproduite par Jules Chéret dans sa revue Les Maîtres de l'affiche (1895-1900) et est conservée au département des Estampes et de la Photographie de la Bibliothèque nationale de France.
Entre 1920 et 1933, il produit de nombreuses illustrations pour des ouvrages destinés à la jeunesse, pour des éditeurs turinois (Cosmopolis, Bocca) ou florentins (Nerbini).
Son œuvre peint ainsi que sa vie sont à ce jour en partie méconnus.
Il meurt à Turin le 1er mai 1938 et est inhumé au cimetière monumental de Turin.

## Œuvres

### Affiches répertoriées

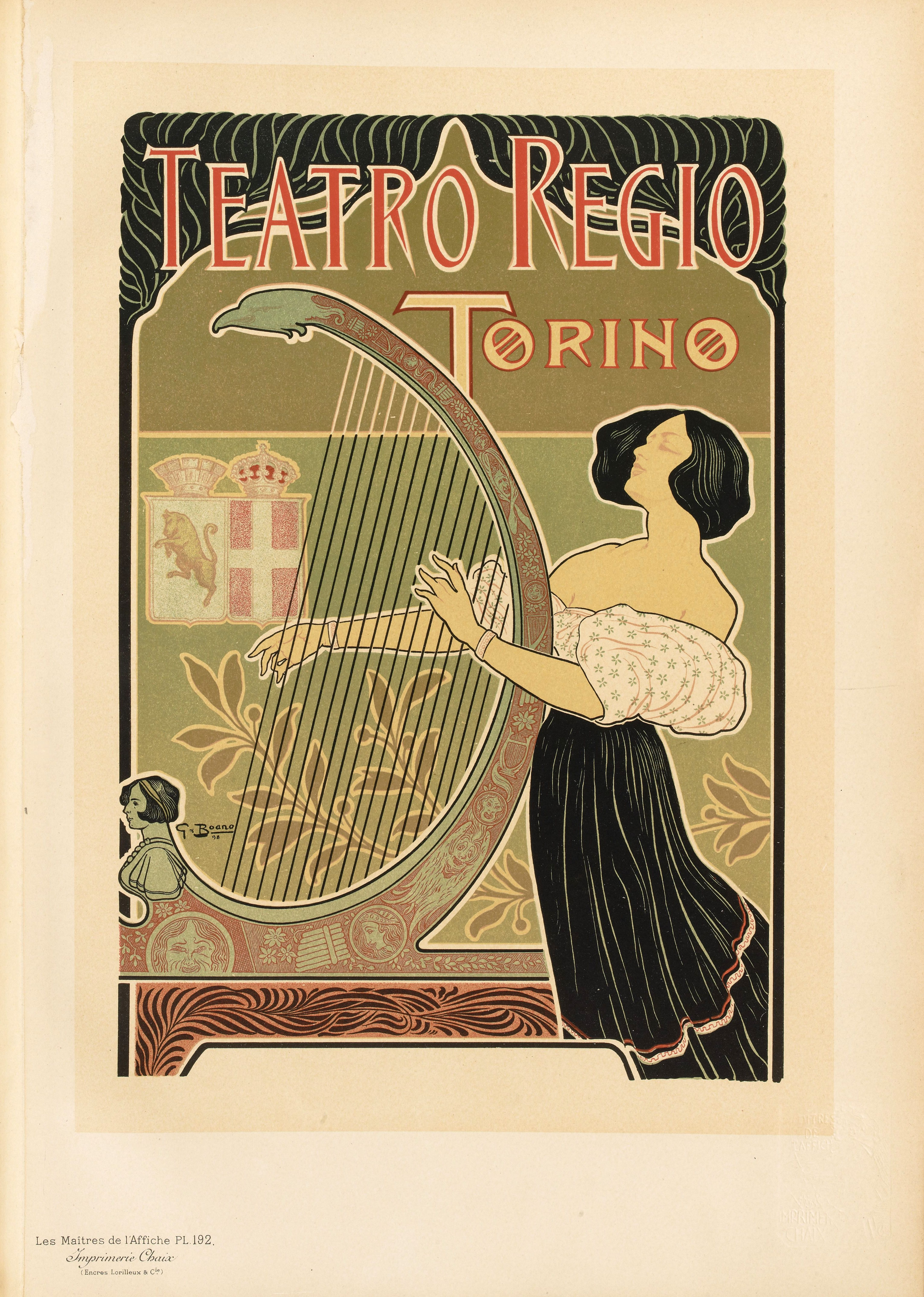
Affiche Teatro Regio Torino published in Les Maîtres de l'affiche

- Teatro Regio Torino (Litogr. Doyen di L. Simondetti, Turin, 1898)
- A. Ambrosio Ottica Fisica Fotografia (Turin, 1898)
- Giovanni Gilardini Torino Calzature Economiche (Turin, vers 1899)
- China Chazalettes (Turin, c. 1900)
- Dubonnet vin Tonique au Quinquina (Imp. Frossard, vers 1900)
- Acatene Metropole 1900 (Imprimerie Kossuth et Cie, Paris, 1900)